# Porte-des-Pierres-Dorées
Porte-des-Pierres-Dorées es una comuna nueva francesa situada en el departamento de Ródano, de la región de Auvernia-Ródano-Alpes.

## Historia
Fue creada el 1 de enero de 2017, en aplicación de una resolución del prefecto de Ródano de 22 de septiembre de 2016 con la unión de las comunas de Liergues y Pouilly-le-Monial, pasando a estar el ayuntamiento en la antigua comuna de Liergues. El 1 de enero de 2019, la comuna de Jarnioux pasó a ser una comuna delegada de Portes-des-Pierres-Dorées.

## Demografía
| Gráfica de evolución demográfica de Porte-de-Pierres-Dorées entre 1800 y 2013 |
|                                                                               |

Los datos entre 1800 y 2013 son el resultado de sumar los parciales de las dos comunas que forman la nueva comuna de Porte-des-Pierres-Dorées, cuyos datos se han cogido de 1800 a 1999, para las comunas de Liergues y Pouilly-le-Monial de la página francesa EHESS/Cassini. Los demás datos se han cogido de la página del INSEE.

## Composición
| Comuna delegada   | Código INSEE | Población (2014) | Superficie (km²) | Densidad (hab./km²) |
| ----------------- | ------------ | ---------------- | ---------------- | ------------------- |
| Jarnioux          | 69640        | 658              | 4.2              | 160                 |
| Liergues          | 69114        | 1973             | 5.32             | 371                 |
| Pouilly-le-Monial | 69159        | 975              | 3.81             | 256                 |